# Paul Buckmaster
Paul Buckmaster (13 de junho de 1946 – 7 de novembro de 2017) foi um artista, arranjador e compositor.  Ele talvez seja mais conhecido com as colaborações com Elton John, porém, ele trabalhou em arranjos de vários hits, incluindo o músico David Bowie no álbum Space Oddity de 1969 e tocou com Miles Davis em On The Corner. Recentemente, ele participou da orquestração de algumas faixas do novo álbum do Guns N' Roses "Chinese Democracy".

## Alguns álbuns em que ele trabalhou
- Blood, Sweat and Tears
  - No Sweat

- David Bowie
  - Space Oddity

- Leonard Cohen
  - Songs of Love and Hate

- Elton John
  - Elton John
  - Tumbleweed Connection
  - Friends (trilha sonora)
  - Madman Across the Water
  - Don't Shoot Me I'm Only the Piano Player
  - Blue Moves
  - Made in England
  - Songs from the West Coast

- Harry Nilsson
  - Nilsson Schmilsson
  - Son of Schmilsson

- Shawn Phillips
  - Contribution
  - Collaboration
  - Second Contribution
  - Faces

- Rolling Stones
  - Sticky Fingers (em 2 faixas)

- Carly Simon
  - No Secrets (em 3 faixas)
  - Hotcakes

- Guns N' Roses
  - Chinese Democracy